# Patima (film din 1975)
Patima este un film românesc din 1975, regizat de George Cornea după un scenariu inspirat de nuvela „Hiena” a scriitorului bănățean Petru Vintilă. Rolurile principale sunt interpretate de actorii Draga Olteanu-Matei, Gheorghe Cozorici, Emanoil Petruț, Vasile Cosma, Ovidiu Moldovan și Mariana Buruiană.
Subiectul filmului îl reprezintă înrobirea unei femei de patima banilor în anii de după cel de-al Doilea Război Mondial, în contextul instaurării regimului comunist în România. Pentru a-și proteja copiii de sărăcie, văduva Păuna Varlam se căsătorește din interes cu proprietarul unui atelier de cojocărie din Lugoj și reușește să deschidă o fabrică de produse din piele. Rămasă din nou văduvă, femeia își pierde economiile în urma stabilizării monetare din 1947 și apoi și fabrica după naționalizarea acesteia de către stat în 1948.

## Rezumat
Subiectul filmului îl reprezintă o amintire din tinerețe a lui Sever Varlam (Ovidiu Moldovan) despre mama sa, Păuna, care a ajuns în primii ani de după cel de-al Doilea Război Mondial una dintre cele mai bogate femei din orașul Lugoj. Filmul începe cu următoarea mărturisire a acestuia: „De câte ori mă întorc în acest oraș și trec pe podul de peste Timiș retrăiesc povestea unei femei: povestea mamei mele”.
Păuna Varlam (Draga Olteanu-Matei) a rămas văduvă în timpul celui de-al Doilea Război Mondial, trebuind să-și întrețină singură cei doi copii: Sever și Sabina (Mariana Buruiană), care urmau pe atunci cursurile școlare. În anii de criză economică de după război, ea se luptă cu sărăcia și este nevoită să-și vândă săptămânal la târg o parte din lucrurile din casă. Păuna apelează la ajutorul doamnei Cocora (Dody Caian-Rusu) pentru a-i găsi un bărbat în putere și cu o situație materială bună cu care să se mărite, dar bărbații găsiți sunt fie prea bătrâni, fie nu vor să se încurce cu o femeie cu doi copii de crescut. Cu prilejul unei serbări școlare a fiicei sale, organizate pe scena teatrului orășenesc, Păuna îl cunoaște pe meșterul cojocar Dionisie Popovici (Vasile Cosma), văduv și fără copii. Bărbatul era proprietarul unui atelier de tăbăcărie și fusese președinte al Corporației Meșteșugarilor și al Micilor Meseriași din localitate.
Dorind să le asigure celor doi copii un trai mai bun, Păuna acceptă să se căsătorească cu Dionisie Popovici, care avea o situație materială îmbelșugată. Naș de cununie este ales avocatul Alexandru Martalogu (Gheorghe Cozorici), care-l ajuta pe meșter să câștige mai multe procese cu debitorii săi. Căsătoria din interes atrage mai multe nemulțumiri: cei doi copii se simt părăsiți de mama lor, calfa Tie (Emanoil Petruț), un nepot de văr al lui Dionisie care făcuse o pasiune pentru tânăra văduvă, este gelos pe unchiul său, iar sora maistrului cojocar o acuză pe Păuna că este o „hienă” și își blesteamă fratele. Dându-și seama că este considerat o povară, Sever părăsește casa părintească și se angajează ca muncitor la depoul CFR din oraș.
Păuna începe să se implice tot mai mult în afacerile bărbatului ei, dovedind un talent negustoresc deosebit. Ea încearcă să-și convingă soțul să construiască un atelier mai mare și să vândă astfel mai multă marfă. Simțindu-se înlăturat din propriile afaceri, Dionisie refuză cu încăpățânare să o ajute și începe să bea. Pentru a mări atelierul de tăbăcărie, Păuna își vinde casa și salba de mireasă și cumpără materiale de construcție și utilaje de la fabricantul neamț Oskar Gutenbrunner, cu ajutorul avocatului Martalogu, pe care-l angajează ca procurist și-l plătește cu 10% din încasări. Văzând că soția sa intenționează să-l înlăture din afaceri, meșterul cojocar suferă un atac de cord și moare.
După moartea lui Dionisie, afacerile Păunei sunt dirijate de avocatul Martalogu și devin din ce în ce mai prospere. Femeia adună tot mai mulți bani pe care-i ține ascunși în saltea. Stabilizarea monetară din 1947, survenită la mai puțin de șase luni de la moartea lui Dionisie, transformă însă toți acești bani în simple hârtii fără nicio valoare. Autoritățile încep controale prin fabrici pentru combaterea speculei, confiscând mărfurile aflate pe stoc și necomercializate. Păuna este nevoită să-și vândă marfa ascunsă la prețuri foarte mici pentru a nu fi găsită de autorități. Muncitorii din fabrică încep să se întrunească, cerând salarii mai mari, condiții mai bune de muncă și plata de către fabrică a contribuțiilor pentru pensii. Singurul care-i mai ține în frâu pe muncitori este Tie, dar aceștia se unesc împotriva lui și vor să-l bată. Păuna acceptă să devină amanta lui Tie, dar șeful de echipă este nemulțumit de comportamentul duplicitar al acesteia. Într-o noapte, el intră beat în dormitorul Păunei și o găsește acolo pe Sabina, pe care o siluiește. Fata se sinucide de rușine, aruncându-se în Timiș. Tie este arestat și dus la închisoarea din Timișoara.
Avocatul Martalogu profită de starea de depresie a Păunei și o amenință că se va retrage din afacere, convingând-o astfel să se căsătorească cu el. Abdicarea regelui Mihai I și instaurarea regimului comunist în România produc schimbări majore în politica economică a țării. Dându-și seama că fabricile urmează a fi naționalizate, Martalogu încearcă să o convingă în zadar pe Păuna să vândă fabrica. El o anunță că tranzacțiile încheiate cu criminalii de război începând din septembrie 1944 vor fi anulate și pretinde că Gutenbrunner ar fi un astfel de criminal. Pentru a o scăpa de acuzații și a salva fabrica, avocatul o convinge pe Păuna să îi facă un act de donație al fabricii și apoi să se interneze în Spitalul de Psihiatrie din Jimbolia. În lipsa ei, Martalogu intentează proces de divorț, iar căsătoria este desfăcută de tribunal în iunie 1948.
Păuna fuge din spital și se întoarce acasă, unde înțelege că soțul o internase la ospiciu pentru a-i vinde fabrica. Avocatul îi spune franc că nu a iubit-o niciodată și că s-a căsătorit cu ea din interes. În zorii zilei, muncitorii intră în clădire, îi anunță pe cei doi foști soți că fabrica a fost naționalizată și le cer să predea cheile și arhiva. Păuna își dă seama că fabrica nu mai este a ei, conștientizând că și-a pierdut copiii din cauza patimei pentru avere. Ea suferă o cădere nervoasă și se duce pe podul de fier de pe râul Timiș cu intenția de a se sinucide.

## Distribuție
- Draga Olteanu-Matei — Păuna Varlam
- Gheorghe Cozorici — avocatul Alexandru Martalogu
- Emanoil Petruț — Tie, nepot de văr al lui Dionisie Popovici
- Vasile Cosma — meșterul cojocar Dionisie Popovici
- Ovidiu Moldovan — Sever Varlam, fiul Păunei
- Mariana Buruiană — Sabina Varlam, fiica Păunei
- Dody Caian-Rusu — doamna Cocora
- Zephi Alșec — avocatul Vlaiculescu, prietenul lui Martalogu
- Maria Cupcea — o doamnă
- Victor Moldovan — maistrul ceferist Serendanu, activist comunist
- Mircea Cojan — maistrul tăbăcar Ioachim
- Emil Mureșan
- Andrei Bursaci — muncitorul tăbăcar Nistor
- Grigore Gonța — muncitorul tăbăcar Gavrilă
- Rodica Popescu-Bitănescu — subreta (menționată Rodica Popescu)
- Mihai Dogaru — medicul
- Romulus Bărbulescu — o calfă
- Ștefan Georgescu
- Cornelia Lazăr-Turian
- Angela Albani — o femeie din cartier
- Eugenia Ardeleanu
- Zoe Vintilescu
- Tudor Stavru — muncitorul tăbăcar Stavru
- Corina Soare
- Mara Costea
- Doris Bogdan
- Constantin Fugașin — băiatul cu invitațiile
- Ștefan Conț

## Originea filmului
Actrița Draga Olteanu-Matei (născută în 1933 la București) era fiică de militar și și-a însoțit tatăl prin întreaga țară, ajungând în anul 1945 cu unitatea în orașul Lugoj. Familia Olteanu a primit repartiție în casa preotului Șintescu, care se afla în spatele Tribunalului. Draga Olteanu a locuit în anii 1945-1948 la Lugoj și a învățat timp de trei ani la Liceul „Iulia Hasdeu” din acel oraș. Ea a susținut acolo examenul de absolvire pe care l-a promovat cu nota 9,82. În perioada studiilor, Draga Olteanu a jucat în numeroase piese de teatru pentru copii, cu sprijinul liceului. Tatăl ei a fost mutat în 1948 la Brașov, iar familia sa l-a însoțit acolo.
În anul 1967, cu prilejul unui turneu prin țară al Teatrului Național din București cu piesa Apus de soare de Barbu Delavrancea, în care rolul principal era interpretat de actorul George Calboreanu, actrița a ajuns din nou la Lugoj unde trupa Teatrului Național urma să țină o reprezentație. Draga Olteanu-Matei făcea figurație în acea piesă, alături de alte colege. În timpul unui drum cu trenul către Lugoj, ea l-a cunoscut pe scriitorul caransebeșean Petru Vintilă (1922-2002). Acesta din urmă a intrat în compartimentul în care se aflau actrițele și a inițiat o conversație cu ele. El le-a spus că a scris o nuvelă și și-a lăudat-o atât de mult, încât Draga Olteanu s-a gândit că nuvela nu era prea bună. Scriitorul a afirmat că ar da 100.000 lei, o sumă mare de bani pe atunci, pentru a se face un film și i-a spus actriței că ea ar fi o bună interpretă a rolului principal. „Văzându-l așa «aprins» am crezut că era o nuvelă proastă și de asta o laudă și dă bani să fie ecranizată. Nici nu mi-a trecut prin cap să o caut, am crezut că era o prostie”, a afirmat ulterior actrița.
După o vreme, Draga Olteanu-Matei l-a întâlnit pe scriitor pe Calea Victoriei din București. Vintilă a invitat-o într-o librărie, a cumpărat un exemplar din cartea sa și i-a dat-o actriței cu autograf. Draga Olteanu a citit cartea și i-a plăcut, hotărând să scrie un scenariu de film.
Mai târziu, Draga Olteanu și-a amintit următoarele lucruri despre originea filmului Patima: „Nu m-am gândit niciodată că voi ajunge să scriu scenarii. Îmi amintesc că eram în tren spre Lugoj când l-am întâlnit pe Petru Vintilă. A venit și mi-a spus: Uite duduie am scris o nuvelă, Hiena… Eu nu l-am băgat în seamă până m-am întâlnit cu el pe stradă. M-a întrebat dacă i-am citit nuvela, am spus că nu. Am intrat într-o librărie, mi-a cumpărat cartea și m-a pus să o citesc. M-am îndrăgostit de cartea aia. A durat 9 ani până să lansăm filmul”.

## Producție

### Scenariu
Scenariul filmului a fost scris de actrița Draga Olteanu-Matei și de operatorul de imagine George Cornea, fiind inspirat din nuvela „Hiena” de Petru Vintilă. Au fost realizate trei variante de scenarii, ultima aparținând actriței Draga Olteanu Matei.
Conducerea cinematografiei românești a făcut presiuni pentru modificarea scenariului, adăugându-se implicații politice și eliminându-se unele elemente care ar fi contribuit la conturarea mai veridică a poveștii. „Mi-au distrus filmul cu adaosuri politice și morale. Această femeie, Păuna, prin ambiția și puterea sa de muncă, este modelul omului de succes al zilelor noastre. Însă filmul moralizează atitudinea ca fiind a «timpurilor vechi». Daca ei ar fi vrut ca oamenii s-o dezaprobe pe această «hienă», trebuiau să lase scenariul cum era scris. Și atunci omul singur hotâra dezaprobarea”, s-a plâns ulterior scenarista.
Scenariul a fost modificat în mai multe rânduri, invocându-se diferite motive. „Realizarea filmului a durat nouă ani, timp în care s-a tot schimbat conducerea Cinematografiei. Din această cauză, scenariul a suferit multe intervenții, pentru a nu jigni instituțiile statului. Spre exemplu, pelicula se deschidea cu o scenă în care eroina principală, Păuna Varlam, își surprindea soțul dimineața la un chef cu femei. Păuna începea să-l alerge pe stradă, în tot hazul orașului, până intra pe poarta unui regiment, soțul fiind militar, unde găsește un general în inspecție. Văzând asta, omul cu pricina înțepenește, femeia trece pe lângă el, se duce la general și-i zice: «Domnule general, vă rog să-mi dați mie de acum încolo solda lui, pentru că bărbatul meu este un bețiv și un stricat care n-aduce nici un ban acasă. Am doi copii de crescut și e nevoie presantă de monedă forte». La care generalul spunea: «Pe front, în linia întâi». După asta o vedeam pe femeie în piață, îmbrăcată în doliu, vânzându-și lucrurile. După ce am prezentat materialul, obiecția a fost ca să nu jignim Armata - nu se poate ca un angajat al Armatei să se comporte în felul acesta și să se întâmple așa ceva.”, a afirmat Draga Olteanu-Matei.
Titlul inițial al scenariului a fost „Râsul hienei”. Regia filmului a fost încredințată operatorului de imagine George Cornea, acesta fiind filmul său de debut ca regizor. Anterior, el fusese regizor secund la filmul Păcală (1974), regizat de Geo Saizescu. Decupajul regizoral al filmului a fost aprobat la 3 aprilie 1974.

### Filmări

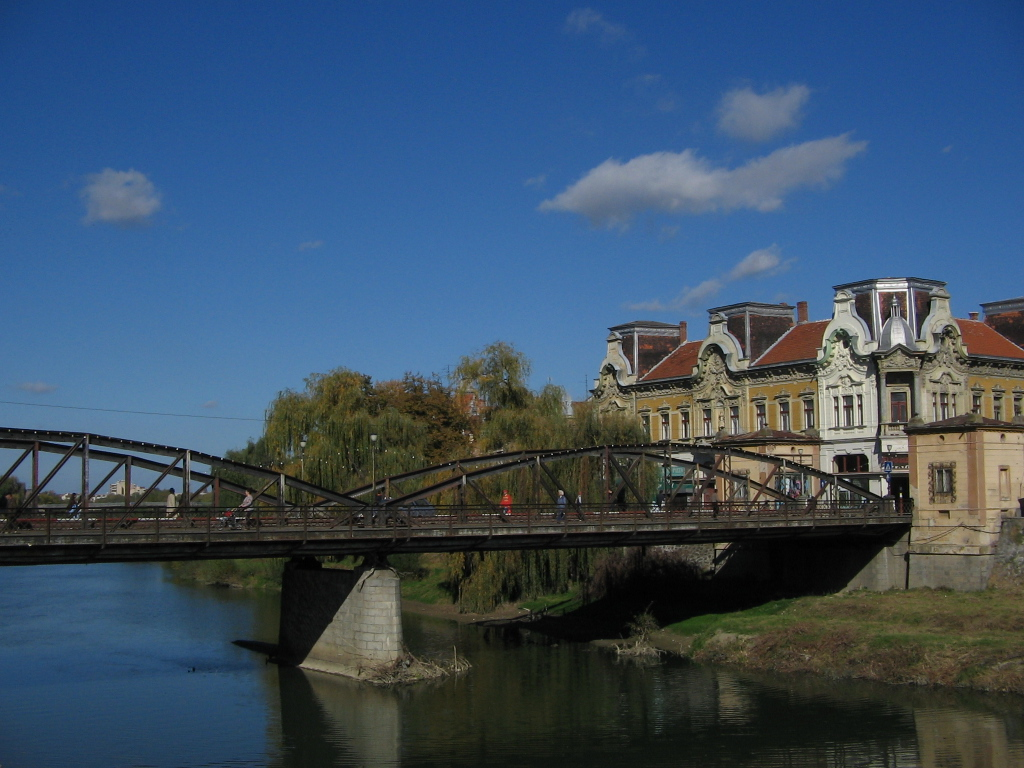
Podul de Fier din Lugoj, simbol al orașului, locul unde se petrec o parte din dramele filmului.

Filmul a intrat în faza de producție la 25 ianuarie 1975, având un deviz limită de 2,7 milioane de lei, care a fost mărit la 12 aprilie 1975 la suma de 3,225 milioane de lei. Scriitorul Petru Vintilă a dorit ca filmul să fie turnat la Caransebeș, dar orașul nu oferea suficiente mijloace pentru filmări. A fost ales astfel Lugojul ca loc de filmare. Filmările au avut loc în perioada 13 mai - 18 iulie 1975 și au durat 79 de zile, fiind realizate la Sibiu, București, Lugoj și Băile Herculane. Titlul de lucru al filmului a fost „Cine râde la urmă…”. Filmul a fost realizat în studiourile Centrului de Producție Cinematografică „București”. George Cornea a beneficiat de ajutorul lui Sergiu Nicolaescu care a îndeplinit funcția de consilier artistic, nefiind însă creditat pe generic. Regizor secund a fost Rodica Nițescu. Muzica a fost compusă de Cornelia Tăutu și interpretată de Orchestra simfonică a Radioteleviziunii, dirijată de Iosif Conta.
Filmările au presupus mari desfășurări de forțe, fiind un eveniment important pentru comunitatea locală din Lugoj. Printre locațiile de filmare au fost străzile Traian Grozăvescu și Cuza Vodă (în care clădirile arătau ca în anii de după război), Podul de Fier (unde s-a filmat manifestația), malul Timișului, foaierul teatrului orășenesc și o curte situată vizavi de Sinagogă (unde era amplasat atelierul de tăbăcărie). Cadrele de interior au fost filmate în sediul actual al Galeriei „Pro Arte” și în localul fostului restaurant „Dinamo”. Câteva secvențe au fost filmate în stațiunea balneară Băile Herculane, pe terasa și în interiorul Hotelului Cerna.
Străzile unde s-au realizat filmările au fost acoperite cu piatră cubică (macadam), au fost aduse căruțe cu cai și automobile de epocă (printre care un Packard care aparținuse Curții Regale și a fost adus de fostul șofer al regelui Mihai, un Plymouth albastru și un Buick negru, model 1945, care aparținea lui Francisc Toth). Buickul fusese adus din America și a fost cumpărat, după încheierea filmărilor, cu suma de 5.000 de lei de către Studioul cinematografic de la Buftea.

### Actori
Echipa de filmare a fost cazată la Hotelul Dacia. Draga Olteanu-Matei a afirmat că lugojenii i-au primit cu mare drag pe actori și personalul tehnic. „Așa de frumos m-au primit lugojenii, că nu voi uita niciodată zilele acelea minunate petrecute când am filmat Patima. Țin minte că o doamnă a ieșit dintr-un magazin, tocmai își cumpărase o pereche de pantofi. M-a oprit, am stat de vorbă, iar la final, zice: aș vrea să vă ofer ceva, uite, vă dau perechea asta de pantofi! Deși am refuzat-o politicos, gestul m-a impresionat. În aceeași seară, cine credeți că ne caută la Hotel Dacia? Doamna cu pantofii! Numai că acum venise cu șase pui mari – fripți, rumeniți și cu garnitură pe deasupra! Unde mai ești primit, ca actor, în așa fel? Vedeți, de-aia zic eu că m-am simțit atât de bine la Lugoj, nu sunt vorbe de complezență”, și-a amintit ulterior actrița.
Actorul Ovidiu Moldovan era militar în termen în perioada filmărilor și primea învoire de la comandant pentru a veni de la unitate. Mariana Buruiană, interpreta Sabinei, era pe atunci studentă la IATC. În afară de actorii principali au jucat în film și o serie de actori ai Teatrului Popular din Lugoj precum Eugen Gangan, Val Sprânceană și Tiberius Ciorogariu. Sute de lugojeni au apărut în film ca figuranți, primind fiecare pentru o lună de filmare câte 700 de lei, în condițiile în care un salariu obișnuit era de 1.200-1.800 de lei. Ei au apărut în special în scena bâlciului duminical și în ce a manifestației populare de după stabilizarea leului. Printre figuranți s-au numărat și profesorul Nicolae Blidaru, viitorul director al Casei de Cultură a Municipiului, și jurnalistul Nicolae Stanoiev. Actorilor li s-a reproșat că au folosit rar graiul bănățean, dar Draga Olteanu-Matei a argumentat că a renunțat la regionalisme pentru că expresiile trebuiau să fie înțelese de spectatorii din întreaga țară.

### Realizarea variantei finale
Conducerea Consiliului Culturii și Educației Socialiste (C.C.E.S.) a vizionat varianta intermediară a filmului la 25 septembrie 1975, solicitând efectuarea unor modificări de montaj. Noua versiune a fost vizionată la 6 octombrie 1975, iar Dumitru Popescu (președintele C.C.E.S.) a cerut realizarea unor filmări suplimentare de 170 de metri utili. Au urmat alte vizionări la 7, 11 și 20 octombrie, solicitându-se de fiecare dată unele mici retușuri. În cele din urmă, conducerea C.C.E.S. și-a dat acordul la 6 noiembrie 1975 pentru realizarea versiunii finale. Copia standard a fost finalizată la 28 noiembrie 1975. Cheltuielile de producție ale filmului s-au ridicat la suma de 3.144.000 lei.
Draga Olteanu-Matei a fost foarte supărată din cauza faptului că scenariul filmului a fost modificat, eliminându-se unele scene. „Am fost foarte nemulțumită pentru că nu m-au lăsat să fac filmul conform scenariului. Până astăzi mă doare sufletul, pentru că erau niște scene minunate - unele nu s-au făcut, iar altele au fost filmate greșit. Filmul a trecut pe sub ștachetă din acest motiv”, s-a plâns ea ulterior.

## Recepție
Premiera filmului a avut loc la 15 decembrie 1975 la Cinematograful Scala din București. În ziua premierei a fost o coadă mare pe trei rânduri la casele de bilete, în îmbulzeală fiind sparte și niște geamuri. Într-o lună au fost vândute un milion de bilete la cinematografele din întreaga țară. Filmul Patima a fost vizionat de 2.508.086 de spectatori la cinematografele din România, după cum atestă o situație a numărului de spectatori înregistrat de filmele românești de la data premierei și până la data de 31.12.2007 alcătuită de Centrul Național al Cinematografiei. 
Filmul a obținut Premiul „Portocala de argint” pentru film de debut la Festivalul Internațional de Film de la Antalya (1977).
Cronicile cinematografice au lăudat cu moderație filmul, remarcând totuși interpretarea de nivel înalt al actriței Draga Olteanu-Matei. În Istoria filmului românesc (1897-2000) (Ed. Fundației Culturale Române, București, 2000), criticul Călin Căliman a lăudat debutul regizoral al operatorului George Cornea. El scria că autoarea scenariului, actrița Draga Olteanu-Matei, „și-a scris un rol generos, Păuna, descins din Mara lui Slavici, care i-a prilejuit una dintre cele mai complexe compoziții interpretative pe ecran, într-o distribuție cu actori remarcabili, din toate generațiile [...]. Lugojul - orașul în care se petrece acțiunea - este înfățișat în culori calde și calme, în măsură să potențeze, prin contrast, dimensiunile dramei”.
Eugen Atanasiu a făcut filmului o recenzie elogioasă, afirmând: „Film de acțiune, film de satiră care se îngemănează cu un copios umor (mizând inclusiv pe pitorescul vorbirii dialecticale), «Patima» este un film de actori. În fruntea distribuției, Draga Olteanu Matei joacă cu vădită «patimă» rolul Păunei, oferind un recital de zile mari. Actrița ne face aici martorii unei intime contopiri a dramei cu comedia, într-un joc plin de vervă, dar și de adâncimi tragice”.
Criticul Tudor Caranfil a dat filmului o stea din cinci și a făcut următorul comentariu: „Lugoj, 1945. O cojocăriță, descoperă că «viața nu-i făcută doar din piei și argăseală». Energică și întreprinzătoare, ea nu se mai satură de agonisiri, fiind înșelată apoi chiar de omul ei de încredere care-i fură fabrica și o bagă la balamuc. Intervine naționalizarea, clarificând toate raporturile. Melodramă politică inspirată scenaristei Draga Olteanu de nuvela «Hiena» de Petru Vintilă. Apariția protagonistei e puternică, dar filmul indispune prin insistența simbolului care înlocuiește rudimentar metafora și chiar detaliul revelator. Finalul melodramatic e de-a dreptul trivial. Debut fericit pt. Buruiană.” 